# Yulian Bromley
Pour les articles homonymes, voir Bromley (homonymie).
Yulian Bromley (en russe : Юлиа́н Влади́мирович Бромле́й) (Moscou, 21 février 1921-Moscou, 4 juin 1990), est un anthropologue russe.

## Biographie
Spécialiste des Slaves du Sud et théoricien incontesté de l'ethnos, il devient en 1966 directeur de l'Institut d'anthropologie et d'ethnographie Mikloukho-Maklaï de l'Académie des sciences d'URSS, poste qu'il occupe jusqu'en 1989, remplacé par Valeri  Tichkov. Il a eu pour étudiante Marina Martynova, future directrice de l'institut.

## Œuvres
- Bromlej, Ûlian, V., Sovremennye problemy êtnografii (= Problèmes actuels de l'ethnos), Moscou, Nauka, 1981.
- Bromlej, Ûlian, V., Ocerki teorii êtnosa (= Essai d'une théorie de l'ethnos)., Moscou, Nauka, 1983.